# Marga Rahayu (Tungkal Ilir)
Marga Rahayu is een bestuurslaag in het regentschap Banyuasin van de provincie Zuid-Sumatra, Indonesië. Marga Rahayu telt 729 inwoners (volkstelling 2010).